# ماكس كليفورد
ماكس كليفورد (بالإنجليزية: Max Clifford)‏ هو مدير الدعاية وصحفي بريطاني، ولد في 6 أبريل 1943 في كينغستون ‏ في المملكة المتحدة، وتوفي في 10 ديسمبر 2017 في بري في المملكة المتحدة بسبب نوبة قلبية.